# Pilíře země (minisérie)
Pilíře země (anglicky The Pillars of the Earth, německy Die Säulen der Erde) je kanadsko–německá televizní minisérie z roku 2010 natočená podle stejnojmenné knihy spisovatele Kena Folletta. Film vypráví příběh o stavbě monumentální katedrály ve smyšleném městě Kingsbridge na jihu Anglie. Odehrává se ve dvanáctém století, především v období občanské války po smrti krále Jindřicha I.

## Obsazení
| Ian McShane       | Waleran Bigod                             |
| Rufus Sewell      | Tom Stavitel                              |
| Matthew Macfadyen | Philip z Gwyneddu                         |
| Eddie Redmayne    | Jack Jackson                              |
| Hayley Atwellová  | Lady Aliena, hraběnka ze Shiringu         |
| Sarah Parishová   | Lady Regan Hamleigh, hraběnka ze Shiringu |
| Natalia Wörnerová | Ellen                                     |
| Anatole Taubman   | Remigius                                  |
| John Pielmeier    | Cuthbert                                  |
| Robert Bathurst   | Percy Hamleigh, hrabě ze Shiringu         |
| Clive Wood        | Jindřich I. Anglický                      |
| Sam Claflin       | Richard ze Shiringu                       |
| Liam Garrigan     | Alfréd Stavitel                           |
| David Oakes       | William Hamleigh                          |
| Götz Otto         | Walter                                    |
| Tony Curran       | Štěpán III. z Blois                       |
| Donald Sutherland | Bartoloměj, hrabě ze Shiringu             |
| Alison Pill       | Matylda Anglická                          |
| Gordon Pinsent    | arcibiskup z Canterbury                   |
|                   |                                           |